# Var inte rädd. Det finns ett hemligt tecken
Var inte rädd. Det finns ett hemligt tecken är en psalm med text skriven 1972 av Ylva Eggehorn och musik skriven 1974 av Lars Moberg. Psalmen har fyra verser. Melodin går i e-moll (fyra fjärdedels takt). Texten är hämtad från Första Moseboken 4:15.

## Publicerad i
- Herren Lever 1977 som nr 937 under rubriken ”Framtid och hopp”.[1]
- 1986 års ekumeniska psalmbok som nr 256 under rubriken ”Förtröstan – trygghet”.
- Svensk psalmbok för den evangelisk-lutherska kyrkan i Finland (1986) som nr 432 under rubriken "Kallelse och efterföljd", med tre verser.
- Hela familjens psalmbok 2013 som nummer 173 under rubriken "Tårar och skratt".[2]